# Флюоресценція

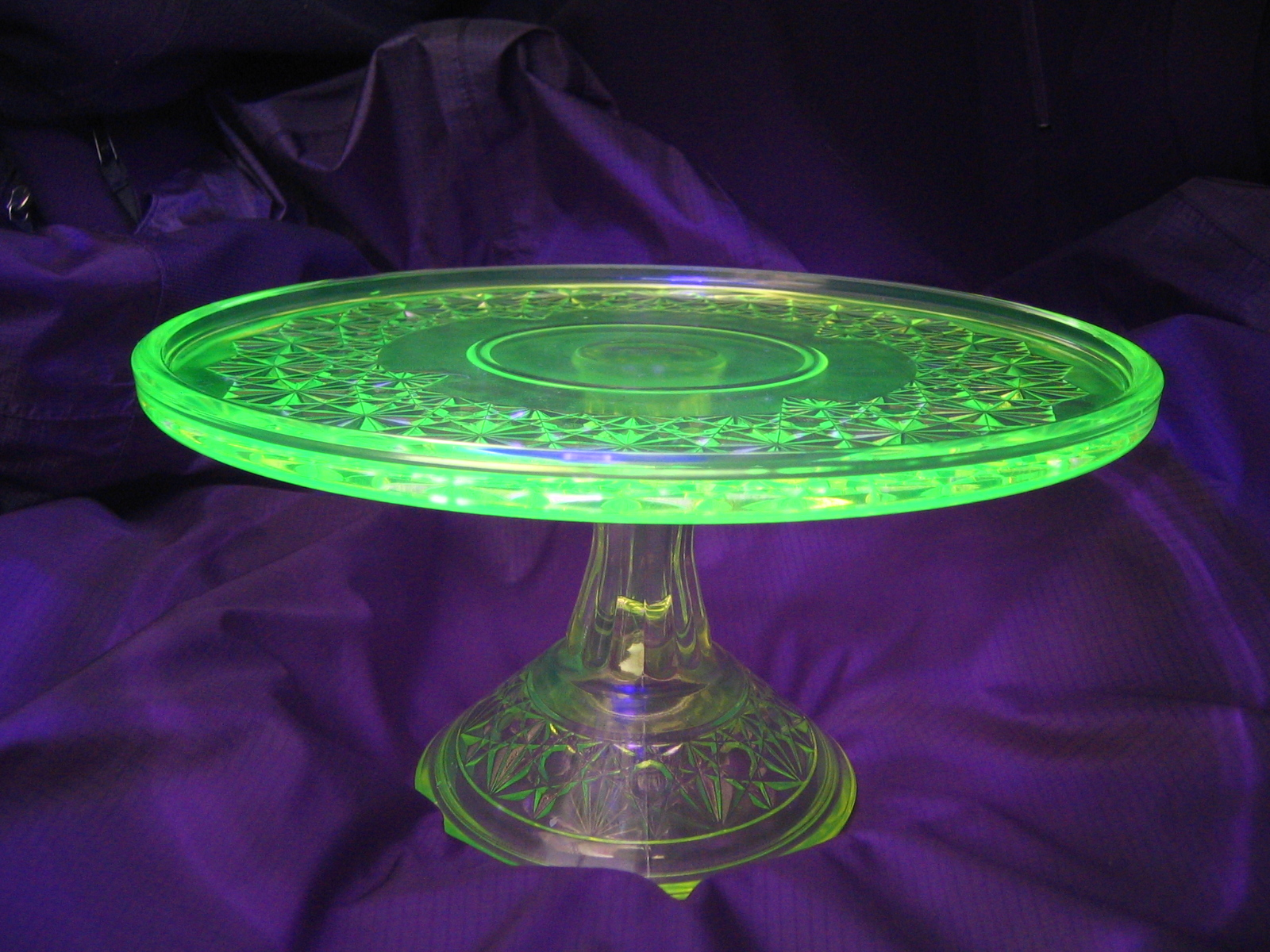
Флуоресценція уранового скла в ультрафіолеті.

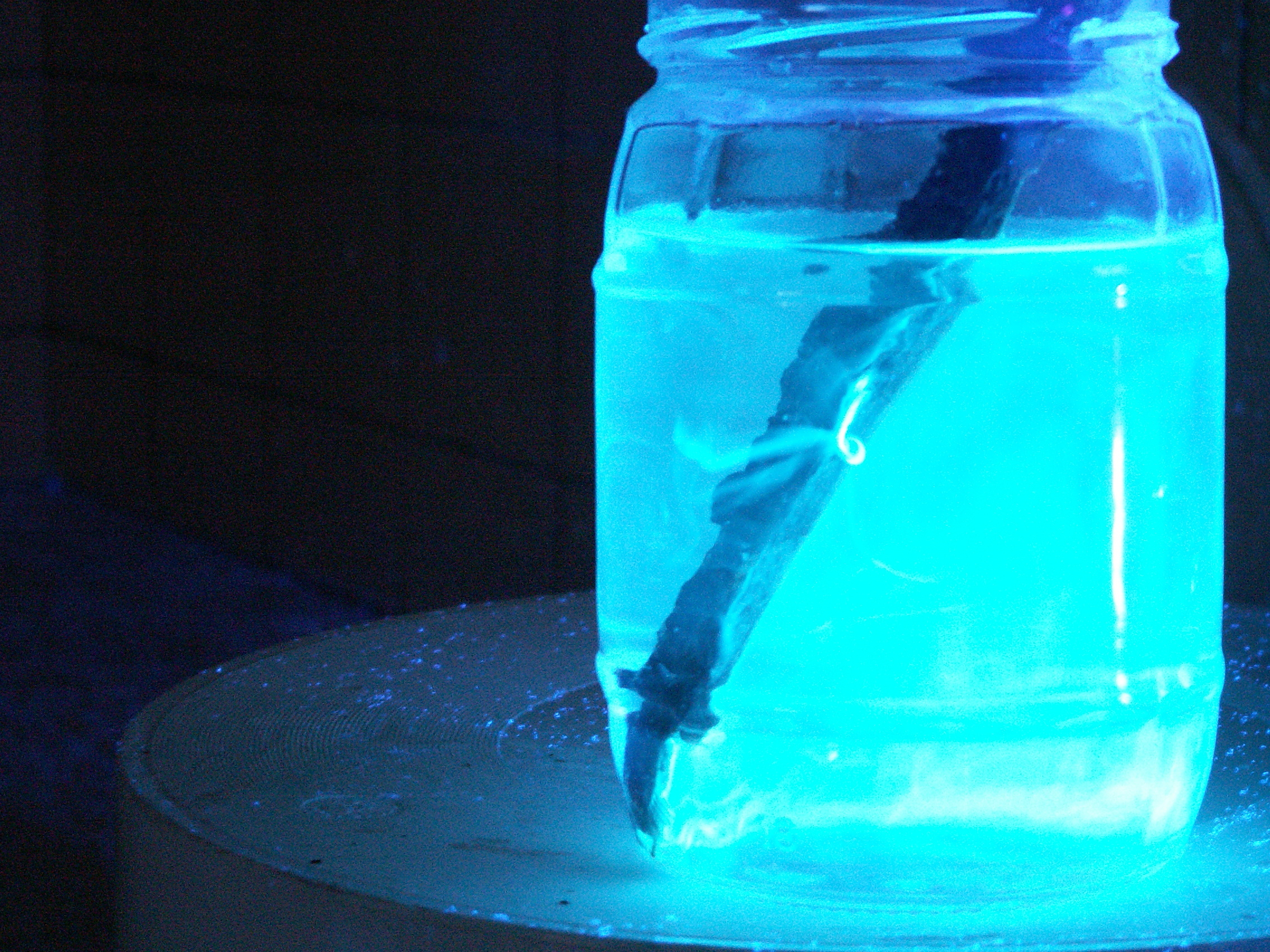
Аескулін

Флуоресце́нція або флюоресце́нція — короткотривала (від пікосекунд до мілісекунд) люмінесценція. Виникає внаслідок: опромінення речовини світлом, йонізуючим промінням, проходження крізь неї електричного струму, при хімічних реакціях, механічному впливі тощо.
Назва походить від мінералу флюориту.
Протилежне (довготривала люмінесценція) — Фосфоресценція.

## Види
За механізмом розрізняють такі різновиди флуоресценції: резонансну, спонтанну, вимушену та рекомбінаційну. За типом збудження розрізняють фотолюмінесценцію, рентгенолюмінесценцію, катодолюмінесценцію, хемолюмінесценцію, кріолюмінесценцію, електролюмінесценцію, триболюмінесценцію та ін.

## Застосування

### Оптичні відбілювачі
Сучасний «офісний» папір набагато біліший за свого радянського попередника завдяки додаванню речовин, що поглинають в УФ діапазоні, а випромінюють в фіолетово-блакитному, створюючи оптичне доповнення до натурального жовтуватого кольору паперу.

### Біологічні дослідження
Флуоресценція знайшла широке застосування у прикладних біологічних дослідженнях.

### Сенсибілізована флюоресценція
Флуоресценція молекул або атомів, які енергію збудження отримали від інших молекул чи атомів, збуджених внаслідок абсорбції фотона (англ. sensitized fluorescence).

## Органічні флуорофори
Родамін, Флуоресцеїн

## Фізичні основи
- Діаграма Яблонського описує перетворення системи під час флуоресценції.
- Квантовий вихід — ефективність перетворення збудження на випромінювання зазвичай залежить від часу життя збудженого стану.

{\displaystyle \Phi ={\frac {N_{em}}{N_{ex}}}},
де Nex — кількість збуджених молекул, а Nem — кількість випромінених фотонів.
Добрі флуорофори (наприклад, родамін) мають квантовий вихід, близький до одиниці (100 %). Напряму виміряти кількість збуджених молекул надзвичайно важко. В лабораторній практиці вимірюють квантовий вихід відносно стандарту. Для цього вимірюють в однакових умовах флуоресценцію та поглинання досліджуваної речовини та стандарту, а обчислення проводять за формулою:
{\displaystyle \Phi =\Phi _{s}{\frac {I}{A}}{\frac {A_{s}}{I_{s}}}},
де I — інтегральна інтенсивність флуоресценції досліджуваної речовини в усьому спектральному діапазону, А — поглинання (абсорбція) світла на довжині хвилі збудження. Is та Аs — те ж саме, тільки для стандарту. Фs — квантовий вихід стандарту. Необхідні умови застосовності цієї формули: поглинається не надто велика частка світла (А, Аs < 0.1), спектри випромінювання (емісії) досліджуваної речовини та стандарта близькі за діапазоном (відхилення до 50 нм). Типовими стандартами є: хінін-сульфат, ароматичні вуглеводні, лужний розчин флуоресцеїну, родамін.

### Стоксів зсув
- Різниця між довжиною хвилі поглинутого та випроміненого фотонів. Коливається в межах 20-100 нм для більшості органічних флуорофорів.

### Час життя збудженого стану
При флуоресценції емісія фотона відбувається завдяки переходу S1→S0. Такий процес проходить за час порядку наносекунд — пікосекунд (10−9−10−12 с). Час життя збудженого стану пов'язаний із квантовим виходом: невипромінювальна деактивація флуорофора зменшує квантовий вихід пропорційно зменшенню часу життя збудженого стану.
{\displaystyle \Phi ={\frac {k_{f}}{k_{f}+k_{n}}}}
Де kf — швидкість випромінювального переходу kn — сумарна швидкість невипромінювальних переходів.
Вимірювання часу життя збудженого стану використовується для виділення різних популяцій флуорофорів, що різняться по оточенню. Також на її основі розроблено мікроскопічні методи (англ. Fluorescence-lifetime imaging microscopy, FLIM).

### Вихід флуоресценції
Для даного збудженого стану певного атома — відношення
числа збуджених атомів, які випускають фотон, до загального
числа збуджених станів.

### Кiнетика флуоресценції в твердій фазі
У твердій фазі у відсутності індуктивно-резонансного переносу енергії гасіння флуоресценції (зменшення її нтенсивності І в порівнянні з початковою інтенсивністю І0) в присутності речовини Q описується рівнянням:
I = I0 exp(– t/τ – a3π [Q](lnνt)31020 ),
де τ — час гасіння флуоресценції, a — параметр, що характеризує хвильову функцію електрона, ν — частотний фактор